# Morotai
Morotai (indonesiano: Pulau Morotai) è un'isola dell'Indonesia, situata nell'Oceano Pacifico, appartenente all'arcipelago delle Molucche. Amministrativamente fa parte della provincia di Maluku Settentrionale, reggenza (kabupaten) di Halmahera Settentrionale. Morotai è una delle isole indonesiane più settentrionali.

## Geografia
Morotai è situata pochi chilometri a nord-est di Halmahera (da cui la separa lo Stretto di Morotai). Ha una superficie di circa 1.800 km² e uno sviluppo costiero di 223,7 km. 
Prevalentemente montuosa, il suo punto più alto raggiunge i 1.250 metri. Buona parte dell'isola è ricoperta da foreste equatoriali. 

L'isola conta circa 40.000 abitanti.

## Storia
Nel corso del quindicesimo e sedicesimo secolo, Morotai era controllata dal potente sultanato dell'isola di Ternate. Era il centro di grande regione, chiamata Moro, che comprendeva l'isola e la vicina costa di Halmahera, a sud.
A metà del sedicesimo secolo, sull'isola si insediò una missione gesuita portoghese. Lo Stato musulmano di Ternate e Halmahera non vedeva di buon grado l'attività di proselitismo dei gesuiti, e riuscirono a scacciare la missione dall'isola nel 1571, come parte di un più ampio ritiro portoghese dalla regione. Nel XVII secolo, Ternate estese ulteriormente il suo potere su Morotai costringendo gran parte della popolazione ad abbandonare l'isola. All'inizio del secolo la maggior parte della popolazione era emigrata a Dodinga, una piccola città sita in un luogo strategico sulla costa occidentale di Halmahera. Successivamente, nel 1627 e 1628, il sultano di Ternate, Hamzah, fece trasferire gran parte della popolazione cristiana dell'isola a Malayu, sull'isola di Ternate, dove poteva essere più facilmente controllata.

### Seconda guerra mondiale
L'isola fu catturata dai giapponesi nei primi mesi del 1942. Questa fu in seguito occupata dalle forze americane nel settembre del 1944 durante la battaglia di Morotai, e utilizzata come base dagli alleati per l'invasione delle Filippine nei primi mesi del 1945, e del Borneo, nel maggio/giugno dello stesso anno. Da Morotai doveva anche partire il futuro progetto di invasione di Giava, previsto per l'ottobre del 1945, invasione che fu annullata dopo la resa giapponese nel mese di agosto. Nel 1974, nella giungla di Morotai, fu scoperto Teruo Nakamura, uno dei soldati giapponesi della seconda guerra mondiale che non si arresero dopo la conclusione della guerra.

## Economia
L'economia si basa essenzialmente sull'agricoltura (riso, banane, palme da cocco, sago), sulla pesca e sullo sfruttamento delle foreste.

## Progetto di spazioporto
Nel 2012 l'Istituto nazionale indonesiano di aeronautica e spazio (LAPAN) ha annunciato che Morotai è stata scelta per la costruzione di un nuovo spazioporto.